# Амортизација основних средстава
Амортизација је вредносно трошење основних средстава. То је новчани износ који се у току века трајања основних средстава обрачунава и издваја за надокнаду и репродукцију (обнављање) основних средстава. Њен износ се обрачунава у продајну цену готових производа или услуга. Сви корисници основних средстава су у обавези да је обрачунавају осим:
- на основна средства у изградњи (припреми),
- на природна богатства (на земљишта и шуме),
- на споменике културе, уметничка дела, музичке предмете, књиге у библиотеци и архивску градњу.

Законом је прописан најдужи век коришћења основних средстава у које она треба да буду амортизована.
Основица за обрачун је набавна вредност основног средства. Начини који се примењују при обрачуну могу бити:
- временски и
- функционални.

## Временски
Заснован је на веку трајања основних средстава. У оквиру овог, позната су три начин обрачуна амортизације:
- метод пропорцијалног отписа,
- метод дегресивног отписа и
- метод прогресивног отписа.

На основу временског начина средства се отписују по истој амортизационој стопи (АМ') у току века трајања основних средстава.
Годишњи износ амортизације = НВ Х АМ'/100
Годишња стопа амортизације = 100%/век употребе
Пример:
НВ = 100.000 динара
Век употребе: 5 година 
Годишња стопа = 100%/5 = 20%
Годишњи износ = НВ х Ам'/100 = 100.000 х 20/100 = 20.000 динара
| Година | Набавна вредност | АМ' | Годишњи износ | Укупни износ | Садашња вредност |
| 1.     | 100.000          | 20% | 20.000        | 20.000       | 80.000           |
| 2.     | 100.000          | 20% | 20.000        | 40.000       | 60.000           |
| 3.     | 100.000          | 20% | 20.000        | 60.000       | 40.000           |
| 4.     | 100.000          | 20% | 20.000        | 80.000       | 20.000           |
| 5.     | 100.000          | 20% | 20.000        | 100.000      | 0                |

## Функционални
Функционални обрачун амортизације не полази од века употребе већ од коришћења основних средстава. Амортизација се обрачунава у зависности од употребе основних средстава и од његовог корисног учинка. Корисни учинак може бити јединица готовог производа које се производи на некој машини или на пример код превозних средстава, број пређених километара.
Пример:
НВ = 1.000.000, укупни могући број произведених јединица готовог производа у току века употребе ове машине је 200.000.
Ам' по јединици производа = 1.000.000 / 200.000 = 5 динара
| Година | Набавна вредност | Број произведених производа | АМ' по јединици производа | Годишњи износ | Укупни износ | Садашња вредност |
| 1.     | 1.000.000        | 70.000                      | 5                         | 350.000       | 350.000      | 650.000          |
| 2.     | 1.000.000        | 50.000                      | 5                         | 250.000       | 600.000      | 400.000          |
| 3.     | 1.000.000        | 60.000                      | 5                         | 300.000       | 900.000      | 100.000          |
| 4.     | 1.000.000        | 20.000                      | 5                         | 100.000       | 1.000.000    | 0                |